# Transição de fase

Este diagrama mostra a nomenclatura para as diferentes transições de fase.

Uma transição de fase é uma mudança no cenário macroscópico decorrente de mudanças em algum parâmetro de controle relevante ao sistema. Transições de fase são fenômenos ubíquos em sistemas sistemas físicos, biológicos, sociais, ecônomicos. Na sua versão mais popular o termo transição de fase é utilizado para descrever as mudanças nas fases da água. A fase de um sistema termodinâmico e os estados da matéria tem propriedades físicas uniformes. Durante uma transição de fase de um dado meio certas propriedades do meio mudam, muitas vezes de forma descontínua, como um resultado da mudança de uma condição externa, tais como temperatura, pressão, ou outros. Por exemplo, um líquido pode tornar-se gás sob aquecimento até a temperatura de ebulição, o que resulta em uma mudança abrupta em volume. A medição das condições externas em que ocorre a transformação é denominado a transição de fase. Transições de fase são comuns na natureza e usadas hoje em muitas tecnologias.

## Tipos de transição de fase
Exemplos de transições de fase incluem:
- As transições entre as fases sólidas, líquidas e gasosas de um único componente, devido aos efeitos da temperatura e/ou pressão

|        |         | Para                        |             |                            |           |
| Sólido | Líquido | Gás                         | Plasma      |                            |           |
| De     | Sólido  | Transformação Sólido-Sólido | Fusão       | Sublimação                 | —         |
| De     | Líquido | Solidificação               | —           | Ebulição / Evaporação      | —         |
| De     | Gás     | Deposição                   | Condensação | —                          | Ionização |
| De     | Plasma  | —                           | —           | Recombinação / Deionização | —         |

- (Ver também a pressão de vapor e diagrama de fases)

Um diagrama de fases típico. A linha pontilhada dá o comportamento anômalo da água.

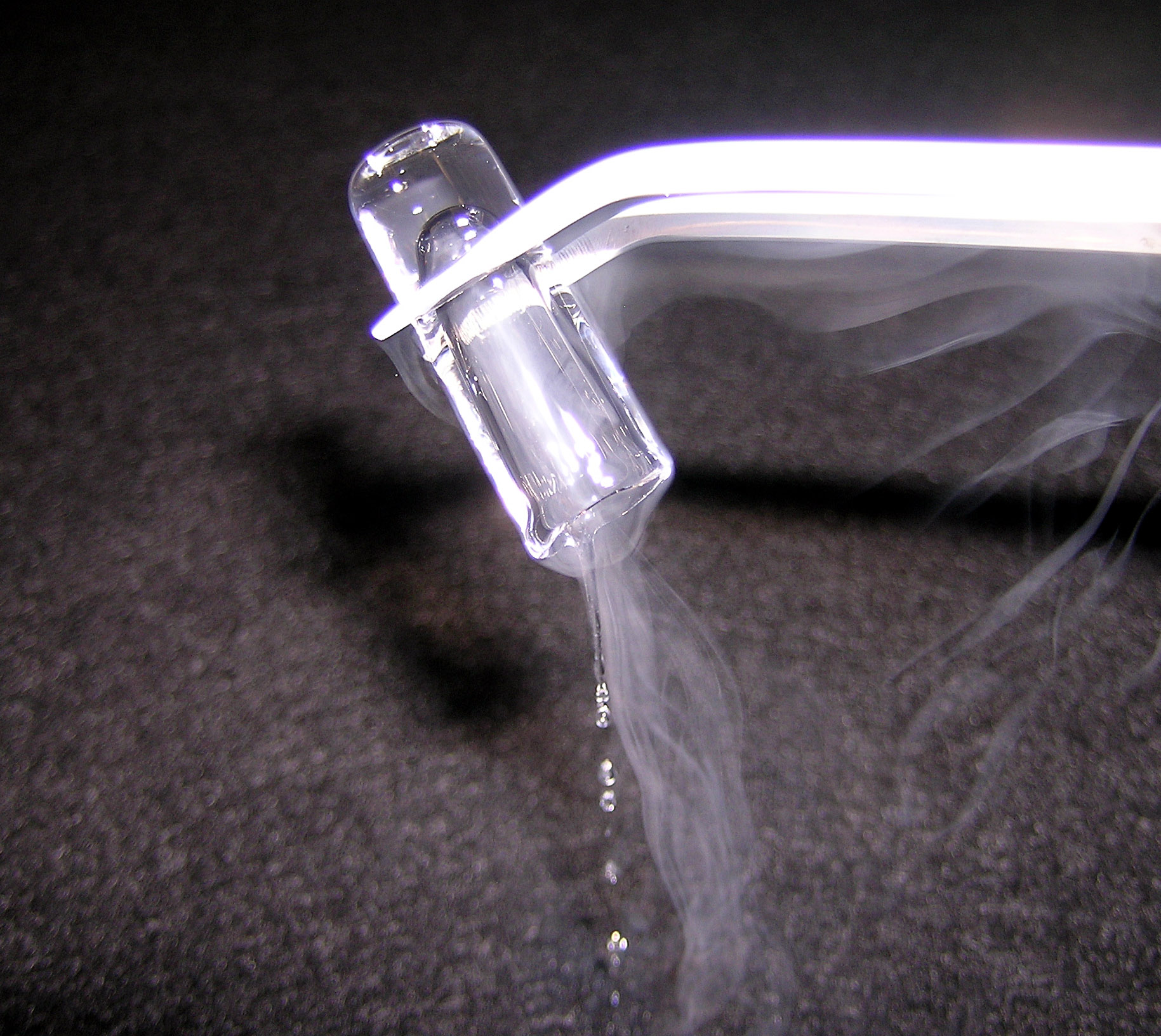
Um pequeno pedaço de argônio sólido em fusão rápida mostra simultaneamente a transição de sólido para líquido e de líquido para gás.

Comparação de diagramas de fase de dióxido de carbono (vermelho) e água (azul) explicando suas diferentes transições de fase a 1 atm.

- Uma transformação eutética, no qual um líquido de fase única de dois componentes é arrefecida e transforma-se em duas fases sólidas. O mesmo processo, mas começando com um sólido em vez de um líquido é chamado uma transformação eutetóide.
- Uma transformação peritéctica, na qual uma fase sólida única de dois componentes é aquecida e transforma-se em uma fase sólida e uma fase líquida.
- A decomposição espinodal, na qual uma única fase é esfriada e separa-se em duas diferentes composições da mesma fase.
- A transição para uma mesofase entre sólido e líquido, tal como uma das fases do cristal líquido.
- A transição entre as fases ferromagnética e paramagnética de materiais magnéticos no ponto de Curie.
- A transição entre estruturas magnéticas diferentemente ordenadas, comensurável ou incomensurável, tais como em um antimoneto de cério.
- A transformação martensítica a qual ocorre como uma das muitas transformações de fase em aço carbono e estabelecem-se como transformações de fase displacivas.
- Mudanças na estrutura cristalográfica tal como entre ferrita e austenita do ferro.
- Transições ordem-desordem tais como em alfa-aluminetos de titânio.
- A dependência da geometria de adsorção sobre a cobertura e temperatura, tal como para hidrogênio em ferro.
- O surgimento da supercondutividade em certos metais quando esfriados abaixo de uma temperatura crítica.
- A transição entre diferentes estruturas moleculares (polimorfas ou alotrópicas), especialmente de sólidos, tais como entre uma estrutura amorfa e uma estrutura cristalina ou entre duas diferentes estruturas cristalinas diferentes.
- Condensação quântica de fluidos de bósons, tais como a condensação de Bose-Einstein a transição superfluida em hélio líquido.
- A quebra de simetrias nas leis da física durante a história inicial do universo como sendo sua temperatura baixa.
- Transições de fase em problemas intratáveis de complexidade computacional tais como problemas NP-completo ou espaço P (SPACE). Por exemplo, tem sido noticiado em problemas k-SAT que a transição de resolvível para irresolvível exibe comportamento threshold dependendo da razão do número de cláusulas ao número de variáveis. Além disso, a quantidade do tempo computacional requerido para resolver o problema ou determinar que seja insolúvel aumenta drasticamente em torno do threshold. Esta linha de pesquisa provém principalmente da investigação de similaridades entre complexidade computacional e física estatística.
- O fracionamento de isótopos ocorre durante uma transição de fase, a relação entre isótopos leves e pesados nas moléculas envolvidas nas alterações. Quando se condensa vapor de água (um fracionamento de equilíbrio), os isótopos mais pesados da água (18O e 2H) ficam mais ricos na fase líquida enquanto os isótopos mais leves (16O e 1H) tendem para a fase de vapor.[8]

As transições de fase ocorrem quando a energia livre de um sistema termodinâmico é não analítica por algum escolha de variáveis termodinâmicas (cf. fases). Esta condição geralmente decorre das interações de um grande número de partículas num sistema, e não aparece em sistemas que são muito pequenos. É importante notar que as transições de fase podem ocorrer e são definidas para sistemas não-termodinâmicos, onde a temperatura não é um parâmetro. Os exemplos incluem: transições de fase quântica, transições de fase dinâmicas e transições de fase topológicas (estruturais). Nestes tipos de sistemas, outros parâmetros tomam o lugar da temperatura. Por exemplo, para percolação redes, a probabilidade de conexão substitui temperatura.
No ponto de transição de fase (por exemplo, ponto de ebulição), as duas fases de uma substância, líquida e vapor, têm energias livres idênticas e, portanto, têm a mesma probabilidade de existir. Abaixo do ponto de ebulição, o líquido é o estado mais estável de dois, enquanto que acima, a forma gasosa tem preferência.
Por vezes, é possível mudar o estado de um sistema diabaticamente (em oposição a adiabaticamente) de tal forma que ele pode ser levado além de um ponto de transição de fase sem sofrer uma transição de fase. O estado resultante é metaestável, isto é, menos estável do que a fase a que teria ocorrido a transição, mas tão pouco instável. Isto ocorre no superaquecimento, super-resfriamento, e supersaturação, por exemplo.

## Classificações

### Classificação de Ehrenfest
Paul Ehrenfest classificava as transições de fase com base no comportamento da energia livre termodinâmica como uma função de outras variáveis termodinâmicas. De acordo com este esquema, transições de fase eram classificadas pela menor derivada da energia livre que é descontínua na zona de transição. Transições de fase de primeira ordem  apresentam uma descontinuidade na primeira derivada da energia livre com respeito a algumas variáveis termodinâmicas. As várias transições de sólido/líquido/gás são classificadas como transições de primeira ordem, porque envolvem uma mudança descontínua em densidade, que é o inverso da primeira derivada da energia livre no que diz respeito à pressão. Transições de fase de segunda ordem são contínuas na primeira derivada (o parâmetro de ordem, que é a primeira derivada da energia livre no que diz respeito ao campo externo, é contínua ao longo da transição) mas apresentam descontinuidade numa segunda derivada da energia livre. Essas incluem a transição de fase ferromagnética em materiais tais como o ferro, em que a magnetização, que representa a primeira derivada da energia livre no que diz respeito à intensidade do campo magnético aplicado, aumenta continuamente a partir de zero à medida que a temperatura é reduzida abaixo da temperatura de Curie . A suscetibilidade magnética, a segunda derivada da energia livre com o campo, muda de forma descontínua. Sob o esquema de classificação Ehrenfest, poderiam existir, a princípio, transições de fase de terceira, quarta, e de maiores ordens.
Embora útil, a classificação de Ehrenfest acabou se tornando um método incompleto de classificar transições de fase, por não levar em conta o caso em que uma derivada da energia livre diverge (o que só é possível no limite termodinâmico). Por exemplo, na transição ferromagnética, a capacidade de calor diverge para o infinito.

### Classificações modernas
No esquema de classificação moderna, as transições de fase dividem-se em duas grandes categorias, nomeadas semelhante às classes de Ehrenfest: 
Transições de fase de primeira ordem são aquelas que envolvem um calor latente. Durante essa transição, um sistema ou absorve ou libera uma quantia fixa (e, normalmente, grande) de energia por volume. Durante este processo, a temperatura do sistema permanecerá constante à medida que o calor é adicionado: o sistema está num "regime de fase mista", em que algumas partes do sistema tenham completado a transição e outros não. Exemplos familiares são o derretimento do gelo ou a ebulição da água (a água não instantaneamente se transforma em vapor, mas forma uma mistura turbulenta de água em estado líquido e bolhas de vapor). Imry e Wortis mostraram que a desordem extinta pode alargar uma transição de primeira ordem, em que a transformação é completada ao longo de um intervalo finito de temperaturas, mas fenômenos como o super-resfriamento e superaquecimento sobrevivem e histerese é observado em ciclos térmicos.
Transições de fase de segunda ordem são também chamadas de transições de fase contínua. Elas são caracterizadas por uma suscetibilidade divergente, um comprimento de correlação infinita, e uma decadência de correlações da lei de potência próximos criticalidade. Exemplos de transições de fase de segunda ordem são a transição ferromagnética, transição supercondutora (para um Tipo I supercondutores a transição de fase é de segunda ordem no campo externo zero e para um supercondutor tipo II a transição de fase é de segunda ordem para ambas as transições de estados normal-misto e misto-supercondutor) e a transição de superfluido. Em contraste com a viscosidade, a expansão térmica e a capacidade de calor dos materiais amorfos mostram uma mudança súbita relativamente à temperatura de transição de vidro, que permite a deteção precisa, utilizando medições de calorimetria de varrimento diferencial. Lev Landau criou uma teoria fenomenológica de transições de fase de segunda ordem.
Além de isoladas, as transições de fase simples, existem linhas de transição, bem como pontos multicríticos, ao variar parâmetros externos, como o campo ou a composição magnética.
Várias transições são conhecidos como transições de fase de ordem infinita. Elas são contínuas, mas não quebram simetrias. O exemplo mais famoso é a transição Kosterlitz-Thouless no modelo XY bidimensional. Muitas transições de fase quântica, por exemplo, nos gases de elétrons bidimensionais, pertencem a esta classe.
A transição líquido-vidro é observada em muitos polímeros e outros líquidos que podem ser super-resfriados até abaixo do ponto de fusão da fase cristalina. Isso é atípico em vários aspectos. Não é uma transição entre estados fundamentais termodinâmicas: acredita-se que o estado fundamental verdadeiro é sempre cristalino. O vidro é um estado de desordem temperada, e sua entropia, densidade, e assim por diante, dependerá da história térmica. Portanto, a transição do vidro é primariamente um fenômeno dinâmico: durante o resfriamento de um líquido, graus de liberdade internos, sucessivamente, caem fora do equilíbrio. Alguns métodos teóricos prevêem uma transição de fase subjacente no limite hipotético de tempos de relaxação infinitamente longos.  Nenhuma evidência experimental direta suporta a existência dessas transições.

## Propriedades características

### Coexistência de fase
Uma transição de primeira ordem de desordem abrangente ocorre ao longo de um intervalo finito de temperaturas em que a fração da fase de equilíbrio de baixa temperatura cresce a partir de zero para um (100%), conforme a temperatura é reduzida. Esta variação contínua das frações coexistentes com temperatura levanta possibilidades interessantes. No arrefecimento, alguns líquidos vitrificam em vez de transformar para a fase de equilíbrio de cristal. Isso acontece se a taxa de resfriamento é mais rápido do que uma taxa de arrefecimento crítico, e é atribuído aos movimentos moleculares tornando-se tão lentos que as moléculas não podem se reorganizar para as posições de cristal. Este abrandamento acontece abaixo de uma temperatura de formação de vidro Tg, que pode depender da pressão aplicada. Se a transição de congelamento de primeira ordem ocorre ao longo de uma gama de temperaturas, e a Tg cai dentro desta gama, em seguida, existe uma possibilidade interessante que a transição é presa quando é parcial e incompleta. Estendendo essas ideias para transições magnéticas de primeira ordem sendo presas em baixas temperaturas, resultou na observação de transições magnéticas incompletas, com duas fases magnéticas coexistindo, até a temperatura mais baixa. O primeiro relato no caso de uma transição ferromagnética para anti-ferromagnético, tal coexistência de fase persistente é agora relatada numa variedade de transições magnéticas de primeira ordem. Essas incluem resistências magnéticas de  manganita,  materiais magnetocalóricos, materiais com memória de forma magnética, e outros materiais. A característica interessante dessas observações de Tg que caem dentro da faixa de temperatura na qual a transição ocorre é que a transição magnética de primeira ordem é influenciado pelo campo magnético, assim como a transição estrutural é influenciada pela pressão. A relativa facilidade com a qual o campo magnético pode ser controlado, em contraste com a pressão, levanta a possibilidade de que se pode estudar a interação entre a Tg e Tc, de forma exaustiva. A coexistência de fase através de transições magnéticas de primeira ordem permitem, então, a resolução de questões pendentes na compreensão de vidros.

### Pontos críticos
Em qualquer sistema que contém fases gasosa e líquida, existe uma combinação especial de pressão e de temperatura, conhecido como o ponto crítico, em que a transição entre o líquido e gás torna-se uma transição de segunda ordem. Perto do ponto crítico, o fluido é suficientemente quente e comprimido que a distinção entre as fases gasosa e líquida é quase inexistente. Isto é associado com o fenômeno da opalescência crítica, uma aparência leitosa do líquido devido a flutuações de densidade em todos os possíveis comprimentos de onda (incluindo aqueles da luz visível).[carece de fontes?]

### Simetria
As transições de fase muitas vezes envolvem um processo de quebra de simetria. Por exemplo, o resfriamento de um fluido para dentro de um sólido cristalino quebra a simetria de translação contínua: cada ponto do fluido tem as mesmas propriedades, mas cada ponto do cristal não têm as mesmas propriedades. Tipicamente, a fase de alta temperatura contém mais simetrias do que a fase de baixa temperatura, devido à quebra de simetria espontânea, com exceção de certas simetrias acidentais (por exemplo, a formação de partículas virtuais pesadas, que ocorre apenas a baixas temperaturas).

### Parâmetros de ordem
Um parâmetro de ordem é uma medida do grau de ordem entre os limites de um sistema de transição de fase; que normalmente varia entre zero em uma fase (geralmente acima do ponto crítico) e diferente de zero no outro. No ponto crítico, a suscetibilidade do parâmetro de ordem irá normalmente divergir.
Um exemplo de um parâmetro de ordem é a magnetização de líquido num sistema ferromagnético sofrendo uma transição de fase. Para transições líquido / gás, o parâmetro de ordem é a diferença das densidades.
A partir de uma perspectiva teórica, parâmetros de ordem surgem de quebra de simetria. Quando isso acontece, é necessário introduzir uma ou mais variáveis adicionais para descrever o estado do sistema. Por exemplo, na fase ferromagnética, deve-se fornecer a magnetização do líquido, cujo sentido foi escolhida espontaneamente quando o sistema resfriou abaixo do ponto de Curie. No entanto, note que parâmetros de ordem também podem ser definidos para transições que não quebram a simetria. Algumas transições de fase, como supercondutora e ferromagnética, podem ter parâmetros de ordem para mais de um grau de liberdade. Nestas fases, o parâmetro de ordem pode ter a forma de um número complexo, um vetor, ou mesmo um tensor, a magnitude do qual vai para zero na zona de transição de fase.
Também existem descrições duais de transições de fase em termos de parâmetros de transtorno. Estes dados indicam a presença de excitações tipo linha, tais como vortex.

### Relevância para a cosmologia
Transições de fase com quebra de simetria desempenham um papel importante na cosmologia. Tem sido especulado por Lee Smolin, Benjamim e Jeremy Bernstein, que, no quente início do universo, o vácuo (isto é, os vários campos quânticos que enchem o espaço) possuía um grande número de simetrias. À medida que o universo se expandiu e arrefeceu, o vácuo foi submetido a uma série de transições de fase com quebra de simetria.
Transições de fase progressivas em um universo em expansão estão implicadas no desenvolvimento da ordem no universo, como é ilustrado pelo trabalho de Eric Chaisson e David Layzer.

### Expoentes críticos e classes de universalidade
Transições de fase contínua são mais fáceis de estudar do que as transições de primeira ordem, devido à ausência de calor latente, e foi descoberto que elas têm muitas propriedades interessantes. Os fenômenos associados com as transições de fase contínuas são chamados fenômenos críticos, devido à sua associação com pontos críticos.
Transições de fase contínua podem ser caracterizadas por parâmetros conhecidos como expoentes críticos. O mais importante é, talvez, o expoente que descreve o desvio do comprimento de correlação térmica ao se aproximar da transição. Por exemplo, vamos examinar o comportamento da capacidade de calor perto de uma transição. Nós variamos a temperatura T do sistema, mantendo todas as outras variáveis termodinâmicas fixas, e achamos que a transição ocorre em algum temperatura crítica Tc . Quando T  está perto de Tc, a capacidade de calor C normalmente tem um comportamento de lei de potência,
{\displaystyle C\propto |T_{c}-T|^{-\alpha }.}
Tal comportamento tem a capacidade calorífica dos materiais amorfos perto da temperatura de transição de vidro onde o exponente crítico universal α = 0.59 Um comportamento semelhante, mas com o expoente ν ao invés de α, aplica-se para o comprimento de correlação.
O expoente ν é positivo. Isto é diferente com α. Seu valor real depende do tipo de transição de fase que estamos considerando.
Acreditava-se que os expoentes críticos são os mesmos acima e abaixo da temperatura crítica. Foi agora demonstrado que isto não é necessariamente verdade: Quando uma simetria contínua é explicitamente discriminada a uma simetria discreta por anisotropias irrelevantes (nas renormalização grupo sentido), em seguida, alguns expoentes (tais como {\displaystyle \gamma }, o expoente da susceptibilidade) não são idênticos.
Para -1 <α <0, a capacidade de calor tem uma "torção" à temperatura de transição. Este é o comportamento do hélio líquido na transição lambda a partir de um estado normal para o estado superfluido, para o qual experimentos descobriram α = -0,013 ± 0,003. Pelo menos um experimento foi realizado em condições de gravidade zero de um satélite em órbita para minimizar a diferença de pressão na amostra. Este valor experimental de α concorda com as previsões teóricas com base na teoria de perturbação variacional.
Para 0 <α <1, a capacidade de calor diverge à temperatura de transição (embora, uma vez que α <1, a entalpia permanece finita). Um exemplo de tal comportamento é a transição de fase ferromagnética 3D. No modelo de Ising tridimensional para ímãs uniaxiais, estudos teóricos detalhados produziram o expoente α ~ +0,110.
Alguns sistemas modelo não obedecem a um comportamento de lei de potência. Por exemplo, a teoria prevê um campo médio de descontinuidade finita de capacidade de calor à temperatura de transição, e o modelo de Ising bidimensional tem uma divergência logarítmica. No entanto, estes sistemas são casos limitados e exceções à regra. Transições de fase reais apresentam um comportamento de lei de potência.
Vários outros expoentes críticos,  β, γ, δ, ν, e η, são definidos, examinando o comportamento de lei de potência de uma quantidade física mensurável perto da transição de fase. Expoentes são relacionados por relações de escala, tais como
{\displaystyle \beta =\gamma /(\delta -1),\qquad \nu =\gamma /(2-\eta )}.
Pode-se mostrar que existem apenas dois expoentes independentes, por exemplo, ν e η.
É um fato notável que as transições de fase que surgem em diferentes sistemas muitas vezes possuem o mesmo conjunto de expoentes críticos. Este fenômeno é conhecido como universalidade. Por exemplo, os expoentes críticos no ponto crítico do gás-líquido foram encontrados como sendo independentes da composição química do fluido.
O mais impressionante, mas compreensivel, eles são uma correspondência exata para os expoentes críticos da transição de fase ferromagnética em ímãs uniaxiais. Tais sistemas são referidos como sendo da mesma classe de universalidade. A universalidade é uma previsão da teoria do grupo de renormalização de transições de fase, que afirma que as propriedades termodinâmicas de um sistema perto de uma transição de fase depende apenas de um pequeno número de recursos, como dimensionalidade e simetria, e são insensíveis às propriedades microscópicas subjacentes de o sistema. Mais uma vez, a divergência do comprimento de correlação é o ponto essencial.

### Desaceleração crítica e outros fenômenos
Há também outros fenômenos críticos, por exemplo, além de funções estáticas há também dinâmica crítica. Como consequência, em uma transição de fase pode-se observar desaceleração ou aceleração crítica. As grandes classes de universalidade estática de uma transição de fase contínua se dividem em classes de universalidade dinâmicos menores. Além dos expoentes críticos, também existem relações universais para determinadas funções estáticas ou dinâmicas dos campos magnéticos e diferenças de temperatura entre o valor crítico.

### Teoria da percolação
Outro fenômeno que mostra transições de fase e expoentes críticos é a percolação. O exemplo mais simples é, talvez, de percolação em uma rede quadrada bidimensional. Locais são ocupados aleatoriamente com probabilidade p. Para pequenos valores de p, os locais ocupados formam apenas pequenos grupos. Em um certo pc limite, um cluster gigante é formado e temos uma transição de fase de segunda ordem. O comportamento de P∞ perto de pc é, P∞~(p-pc)β, onde β é um expoente crítico.

## Transições de fase em sistemas biológicos
As transições de fase desempenham muitos papéis importantes em sistemas biológicos. Exemplos incluem a formação da bicamada lipídica, a transição bobina-glóbulo no processo de dobragem de proteína e de fusão de DNA, transições no processo de condensação do DNA, e de ligação cooperativa entre o DNA e as proteínas com o caráter de transição de fase.
Em membranas biológicas, transições de fases de gel para cristal líquido desempenham um papel muito importante no funcionamento fisiológico das biomembranas. Em fase de gel, devido à baixa fluidez das cadeias de ácidos graxos da membrana, proteínas de membrana têm o movimento restringido e, portanto, são contidos no exercício da sua função fisiológica. As plantas dependem criticamente da fotossíntese por tilacoides de cloroplastos que estão expostos às temperaturas ambientais frias. Tilacoides retêm fluidez inata, mesmo a temperaturas relativamente baixas por causa do elevado grau de desordem dos ácidos graxos permitido pelo seu elevado teor de ácido linolênico, cadeia de 18 carbonos com ligações duplas. A temperatura de transição de fase gel-para-cristal líquido de membranas biológicas pode ser determinada por várias técnicas incluindo calorimetria, fluorescência, ressonância paramagnética de elétrons e por ressonância magnética nuclear, gravando medições do parâmetro em questão em séries de temperaturas de amostra.
Tem sido proposto que alguns sistemas biológicos podem estar perto de pontos críticos. Exemplos incluem redes neurais na retina de salamandras, bandos de aves, redes de expressão gênica em Drosophilas, e o dobramento de proteínas. No entanto, não está claro se razões alternativas podem ou não explicar alguns dos fenômenos apoiando argumentos para a criticidade.

## Transições de fase em sistemas sociais e econômicos.
Sistemas sociais e econômicos também exibem uma fenomenalogia muito rica, apresentando transições de fase dinâmicas de primeira e segunda ordem